# Windsor Castle

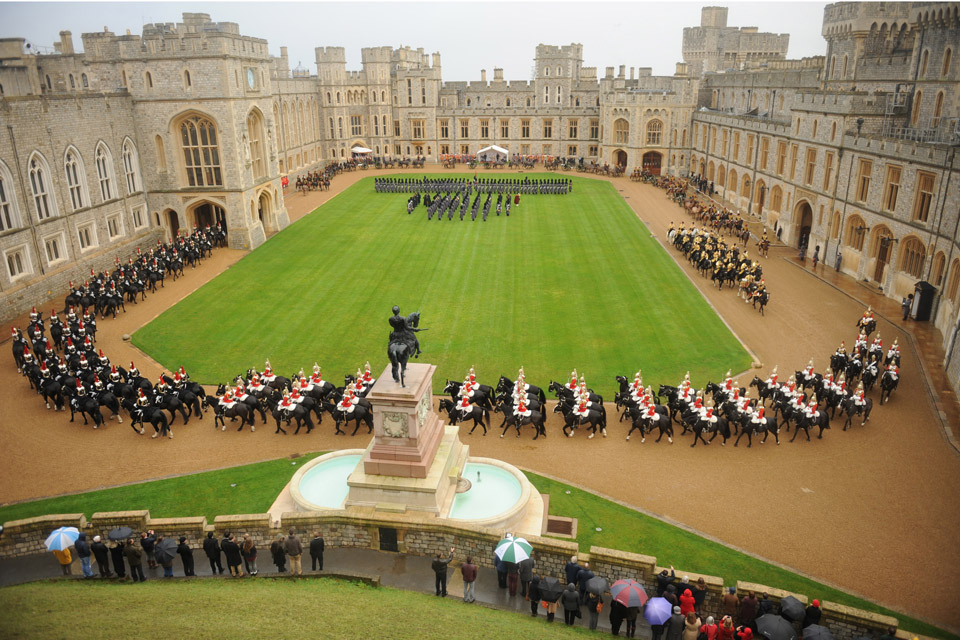
Borggården (Quadrangle) med uppställd hedersvakt från gardesregementena och Household Cavalry till häst i samband med statsbesöket av Kuwaits emir Sabah al-Ahmad al-Jabir as-Sabah under 2012.

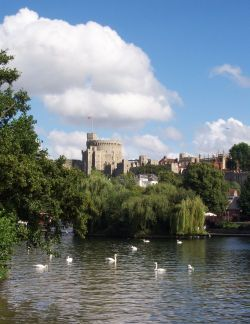
Windsor Castle sett från Themsen med svanar.

Windsor Castle är Storbritanniens största slott och ett av landets mest välkända, beläget strax väster om London vid staden Windsor i grevskapet Berkshire. Windsor Castle är det äldsta kontinuerligt bebodda kungliga slottet i Europa, i kontinuerligt bruk som kungligt residens för Englands monarker från Henrik I på 1100-talet till Unionsakterna 1707, och därefter för Storbritanniens monarker. Windsor Castle är även världens största bebodda slott/borg.
Innanför slottsmurarna ligger Saint George’s Chapel där flera monarker ligger begravda och där Strumpebandsorden, grundad av Edvard III år 1348, brukar hålla sina årliga ceremonier. Saint George (Sankt Göran på svenska) är Englands skyddshelgon (nationalhelgon).
Windsor Castle är ett av den brittiska monarkens officiella residens. De andra är Buckingham Palace (London), Saint James’s Palace (London), Holyrood Palace i Edinburgh och Hillsborough Castle på Nordirland. Windsor Castle ägs däremot inte personligen av kung Charles III, till skillnad från Sandringham House och Balmoral Castle som är hans privategendom.

## Kronologi
Slottet började uppföras av Vilhelm Erövraren, efter hans lyckade invasion av England år 1066, och blev kungligt residens för hans son Henrik I. Det välbekanta Runda tornet härstammar från denna tidiga, normandiska period. Slottet har sedan byggts ut genom århundradena, inte minst under 1800-talet.

### Medeltiden
Ursprungligen använde kungen slottet som fästning under oroligheter, så som under år 1110. Däremot var Windsor Castle till en början inte kungafamiljens huvudsakliga bostad. Henrik I:s andra bröllop ägde dock rum på slottet 1121. 
Henrik II byggde ut det åtskilligt mellan 1165 och 1179 och ersatte dess träpalissad med stenmurar. Borgen belägrades under de engelska baronernas första revolt mot kungamakten 1214. Det belägrades en andra gång under baronernas andra revolt 1216. 
Windsor var en av kungens tre favoritslott under Henrik III:s regeringstid på 1200-talet, och slottsområdet utökades och expanderade stort, bland annat byggdes ett särskilt palats för drottningen och kungabarnen. Det var under denna tid en av hovets huvudsakliga bostäder. Slottet fortsatte vara en av kungahovets främsta vistelseorter under 1300- och 1400-talen. Edvard III:s nya palats, som uppfördes på området 1350–1377, beräknats ha varit mer påkostat än något annat engelsk kungapalats under medeltiden.

### 1500-talet
Henrik VIII tyckte om Windsor och vistades ofta här för att jaga, samt under orostider, då slottet betraktades som ett av de mest väl befästa kungliga slotten. På 1500-talet hade dock slottet kommit att anses som obekvämt, omodernt och för trångt för det allt större hovet, och det ersattes alltmer av Palace of Whitehall och Hampton Court Palace. Edvard VI, Maria I och Elisabet I använde alla slottet främst som en trygg plats under oroliga tider. 

### 1600-talet
Jakob I använde Windsor som ett jaktslott. Det ansågs obekvämt av hovet under denna tid, och det nämns hur hovets skotska och engelska medlemmar ofta hamnade i bråk om sängplatser under hovets besök på Windsor. Under det engelska inbördeskriget ockuperades slottet av parlamentariska trupper efter slaget vid Edgehill i oktober 1642. Slottet plundrades och vandaliserades åtskilligt under denna period. Den före detta Karl I hölls fången har en kort tid under år 1647. 
När monarkin återinfördes och Karl II besteg tronen 1660 beskrevs Windsor som vandaliserad av husockupanter. Slottet genomgick en omfattande ombyggnation, och det kungliga palatset i Windsor, som återuppbyggdes som ett barockslott av Hugh May under 1670-talet, betraktades som en förebild i Europa. Det nya palatset innebar att Windsor återigen hade plats för hela det kungliga hovet, och Windsor blev ännu en gång en av hovets huvudresidens. 

### 1700-talet
Drottning Anne tyckte mycket om Windsor och använde det som en av sina favoritbostäder. Georg I och Georg II föredrog båda St James's, Hampton Court och Kensington, men flera lägenheter i slottet användes med monarkens tillstånd av privata hyresgäster. 
När Georg III besteg tronen 1760 blev Windsor Castle återigen en av hovets huvudbostäder. Han och hans familj bodde länge i ett mindre hus på Windsors slottsområde, och gick upp till slottet för större högtider och mottagningar, då Windsors utrymmen behövdes för representation. 

### 1800-talet
Drottning Viktoria använde Windsor regelbundet, särskilt för officiella högtider så som då hon tog emot utländska ambassadörer och vid andra högtidligheter som ingick i hennes officiella plikter som monark; särskilt efter att hon blivit änka 1861 föredrog hon Windsor framför Buckingham Palace.  

### 1900-talet
År 1917 antog den brittiska kungaätten namnet Windsor efter just detta slott, istället för det tyskklingande Sachsen-Coburg-Gotha. Det var Georg V som fattade detta beslut, framförallt föranlett av det då pågående första världskriget mot Centralmakterna och den då rådande anti-tyska stämning som rådde i landet bland den breda massan mot Kejsardömet Tyskland.
Slottet eldhärjades fredagen den 20 november 1992, vilket förstörde några av de äldsta och mest historiska delarna av komplexet.

### 2000-talet
År 2011 installerades två stora vattenturbiner uppströms, från slottet räknat, i Themsen för att förse slottet och de omgivande fastigheterna med elektricitet. I april 2016 tillkännagavs att Royal Collection Trust skulle bekosta ett projekt för 27 miljoner pund, så att den ursprungliga entréhallen för besökare till slottet skulle kunna återställas, och att ett nytt kafé skulle kunna förläggas till det underjordiska valvet från 1300-talet.
Den 9 april 2021 avled prins Philip, hertig av Edinburgh på Windsor Castle.

## Galleri

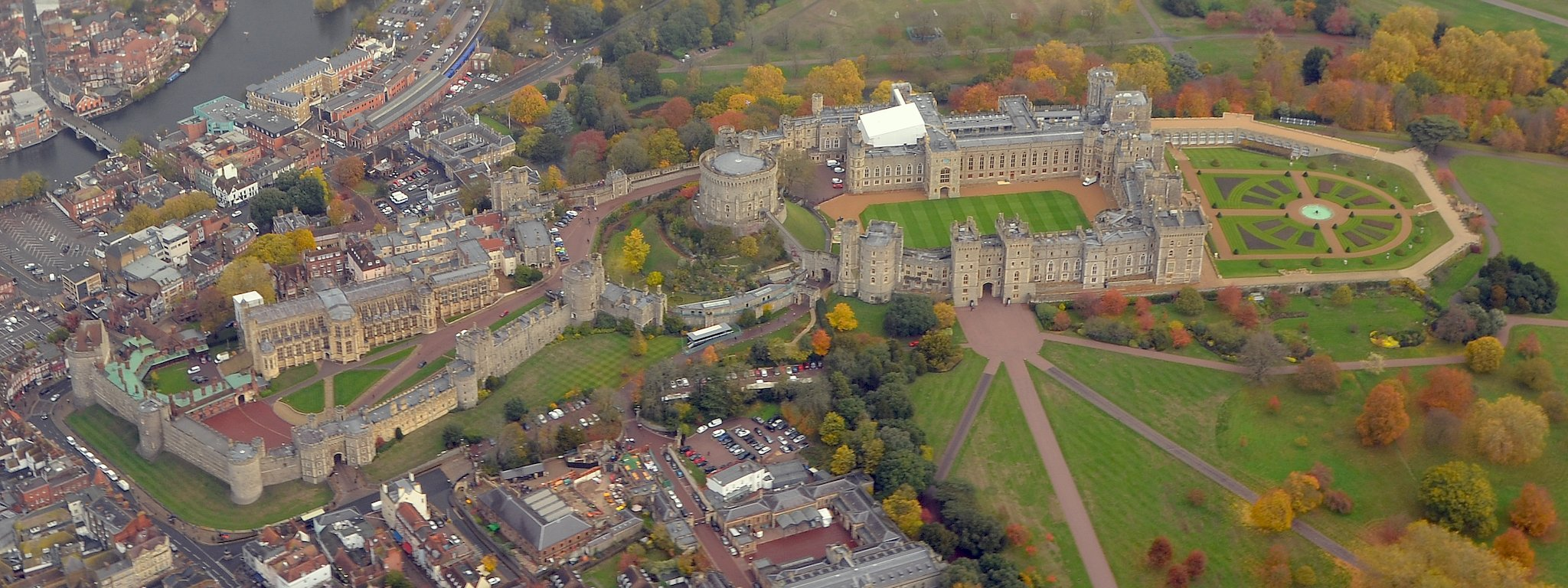
Flygfoto från 2019 över Windsor Castle från söder.